# Kozie Skały (Sudety)
Kozie Skały – grupa skałek w południowo-zachodniej Polsce, w Sudetach Zachodnich, w Górach Izerskich, na Grzbiecie Wysokim, na wysokości ok. 945 m n.p.m.

## Położenie
Kozie Skały  położone są  w Sudetach Zachodnich, w południowo-wschodniej części Gór Izerskich, na południowy zachód od Przełęczy Szklarskiej, około 4,2 km na południowy zachód od Jakuszyc.
Skały stanowią rozległą, na powierzchni kilkudziesięciu metrów, grupę granitowych bloków skalnych na szczycie wzniesienia Kozi Grzbiet. Grupę tworzą okazałe skały o kilkumetrowej wysokości zbudowane z waryscyjskich granitów porfirowatych. Skałki oraz całe boczne ramię Wysokiego Grzbietu znajdują się w obrębie granitoidowego masywu karkonoskiego powstałego w karbonie. Skały swą nazwę zawdzięczają sylwetkom przypominającym kozy stojące na skałach.

## Turystyka
Na szczyt w obręb skał nie prowadzą szlaki turystyczne.
- zielony –  przechodzący wschodnim zboczem poniżej szczytu  prowadzi z Orle do dawnej osady Tkacze (czes. Mýtiny) powstałej w XVII wieku, która w następstwie powojennych regulacji granicznych w roku 1958 wraz z przyległym terenem została przekazana Czechosłowacji i włączona do Harrachova jako dzielnica.
- Ze skałek roztacza się rozległa panorama na Góry Izerskie.